# Kołacze
Kołacze – wieś w Polsce położona w województwie lubelskim, w powiecie włodawskim, w gminie Stary Brus.
W latach 1975–1998 miejscowość administracyjnie należała do województwa chełmskiego. 
Wieś jest sołectwem w gminie Stary Brus. Według Narodowego Spisu Powszechnego z roku 2011 wieś liczyła 414 mieszkańców.
Wierni Kościoła rzymskokatolickiego należą do parafii Matki Bożej Częstochowskiej w Starym Brusie. Znajduje się tu również Sala Królestwa miejscowego zboru Świadków Jehowy.
W miejscowości znajduje się Punkt Informacji Turystycznej. 